# 王纬 (清朝)
王纬（？—？），汉军镶黄旗人，是一名清朝政治人物。举人出身。
王纬曾于1752年接替王麟超任娄县知县一职，1753年由陶士伋接任。